# 반전 영화
반전 영화(反戰映畵, 영어: anti-war film)는 전쟁에 반대하는 메시지를 담은 영화이다. 전쟁으로 인한 참상, 모순, 비극을 다루는 경우가 많다.

## 목록
| 제목                | 개봉 연도 |
| ------------------- | --------- |
| 갈리폴리            | 1981년    |
| 그날 이후           | 1983년    |
| 노 맨스 랜드        | 2001년    |
| 닥터 스트레인지러브 | 1964년    |
| 디어 헌터           | 1978년    |
| 맨발의 겐           | 1976년    |
| 모노노케 히메       | 1997년    |
| 렌디션 (영화)       | 2007년    |
| 바람계곡의 나우시카 | 1984년    |
| 바시르와 왈츠를     | 2008년    |
| 볼링 포 콜롬바인    | 2002년    |
| 블러드 다이아몬드   | 2006년    |
| 쉰들러 리스트       | 1994년    |
| 야곱의 사다리       | 1990년    |
| 웰컴 투 동막골      | 2005년    |
| 지옥의 묵시록       | 1979년    |
| 지옥의 영웅들       | 1980년    |
| 태극기 휘날리며     | 2004년    |
| 플래툰              | 1987년    |
| 화씨 9/11           | 2004년    |

## 같이 보기
- 반전 음악(영어판)
- 전쟁 영화